# 由美あづさ
由美 あづさ（ゆみ あづさ、本名：深江淑子、旧名：佐知子、1925年12月3日 - 2002年8月13日）は、元宝塚歌劇団の女優。兵庫県神戸市出身。梅花高等女学校（現・梅花中学校・高等学校）出身。宝塚歌劇団時代の愛称はチヤセン。

## 来歴
1940年に30期生として宝塚音楽舞踊学校（現在の宝塚音楽学校）に入学し、1943年に宝塚歌劇団に入団する。初舞台公演演目は『太陽の子供達』。
1952年? - 1953年?、星組副組長。
1953年、宝塚歌劇団を退団。
宝塚歌劇団を退団後に松竹に入団して、美空ひばりの映画「伊豆の踊子」に出演。劇作家の花登筐と結婚し、「劇団笑いの王国」の創立に参加し活動。テレビ番組「番頭はんと丁稚どん」などで、大村崑とともに人気を博した。
1974年、花登の不倫により離婚。
2002年8月13日、心筋梗塞のため大阪府箕面市の自宅で死去、76歳没。

## 宝塚歌劇団時代の主な舞台出演
- 虞美人（月組）（1951年9月1日 - 9月30日）- 虞美人 役

## 映画出演
- 伊豆の踊子（1954年）
- 螢草（1954年）
- 鉄仮面（1954年）
- 黒い罌粟（1954年）
- 銀座令嬢（1955年）
- 名探偵明智小五郎シリーズ 青銅の魔人　
  - 第一部（1954年）
  - 第二部（1955年）
  - 第三部（1955年）
  - 第四部（1955年）
- 元祿名槍伝　豪快一代男（1955年）
- 悪魔の街（1956年）